# Santuario di Santa Maria delle Grazie (Rimini)
Il Santuario di Santa Maria delle Grazie è un edificio francescano sacro trecentesco che sorge nei pressi di Covignano, sull'omonimo colle, frazione situata a tre chilometri da Rimini.

## Descrizione

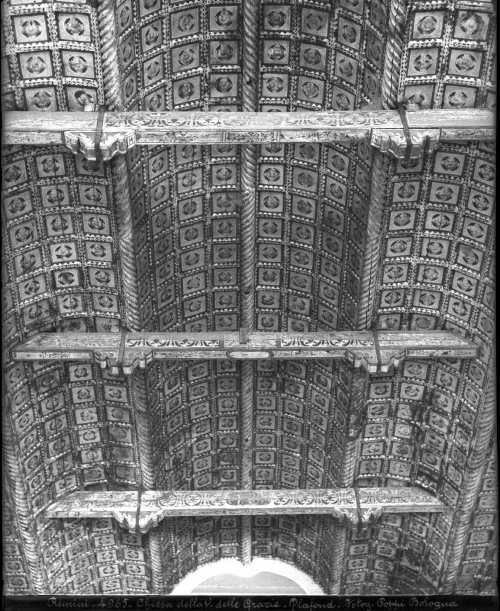
Il soffitto, foto della fine del XIX secolo

L'edificio è composto da due chiesette, raccolte in un unico corpo. La più antica risale agli inizi del XIV secolo, mentre la seconda fu costruita a metà del XVI secolo.
All'interno ammirevole il soffitto in legno decorato e l'immagine della Madonna delle Grazie, che in passato venne attribuita a Giotto; ulteriori studi hanno indicato l'autore in Ottaviano Nelli. Alle pareti sono affrescate opere del XVII secolo, mentre sull'altare della navata destra è esposto un crocifisso della scuola giottesca del 1300.
Adiacente al santuario si trova il Museo missionario delle Grazie, mostra artistica etnografica nella quale sono custoditi numerosi oggetti di culto, ceramiche e monili artigianali provenienti da Cina, Nuova Guinea, Bolivia e Africa. Nel museo artistico sono conservate inoltre preziose tele del 1500 e 1700.
Lungo il pendio della collina è di particolare interesse la via Crucis, caratterizzata da quattro cellette ornate da ceramiche del riminese Elio Morri.
Narra la tradizione che nel 1266 un giovane, tale Rustico, trovandosi  nel bosco di Covignano per fare legna, si trovò davanti a un albero che gli suggerì di scolpire una statua della Madonna. Così fece e la sua opera sarebbe stata messa, su invito della Madonna, su una barca senza nessuno a bordo, finché approdò a Venezia di fronte alla Chiesa di San Marziale. Ancora oggi la statua, ritenuta miracolosa, vi è venerata come la Madonna di Rimini. Dopo essere stata restaurata, nel dicembre 2020 è stata ricollocata sull’altare.
Per ricordare il prodigio i riminesi costruirono una cappella, della quale non esistono però più tracce. Nel 1391 fu eretta la chiesa di destra dell’attuale Santuario, in stile gotico e a forma rettangolare, con il suo campanile. Nel 1396 il servizio liturgico fu affidato ai frati del convento di San Francesco di Rimini.
All’inizio del 1400 fu realizzato il soffitto in legno a carena di nave. Nello stesso periodo Ottaviano Nelli di Gubbio dipinse la tela dell’Annunciazione. Nel 1416 i Frati Minori conventuali furono sostituiti nel servizio al Santuario dai Frati Minori osservanti. Nel 1431 la chiesa fu dedicata dai Vescovi di Rimini e di Montefeltro.
Nel 1578 fu costruita la seconda chiesa, quella di sinistra, unendola alla prima attraverso l’apertura di archi. Al centro del nuovo edificio fu posta la tela dell’Annunciazione di Ottaviano Nelli. Dello stesso autore è la crocifissione che si trova nella cappella ove si conserva anche il Crocifisso di autore ignoto della fine del 1300 o inizi 1400; si possono inoltre ammirare: un crocifisso ligneo del 1500, un altro del 1700, un presepio di piccole statue di terracotta, di autori vari del 1700, una tela del Rodriguez e una grande Natività dipinta su tela da Giovanni Laurentini detto l'Arrigoni nel 1602.
Sempre nel Cinquecento fu realizzata la Via Crucis, una delle più antiche della regione, con una serie di cappelle lungo il declivio che scende alla via Polverara. Nello stesso tempo furono costruite le cappelle del Crocifisso e di Sant'Antonio e fu costruito il portico a capanna per collegare le due chiese. Vista l’importanza che stava assumendo la nuova chiesa, venne in questa trasferito il prezioso soffitto ligneo. All’inizio del 1600 tutta la chiesa fu affrescata. Nel 1661 fu costruita la terza cappella, oggi dedicata a San Francesco.
Il terremoto del 1786 distrusse quasi completamente la chiesa di sinistra e buona parte del convento; fu necessario ricostruirla ma nello stile del tempo, quello barocco. Il convento francescano subì due soppressioni: quella napoleonica del 1808 e una seconda da parte dello stato unitario italiano nel 1866.
Durante la seconda guerra mondiale, nel 1944 nei locali del convento fu alloggiato il comando militare tedesco; fra agosto e settembre 1944, nell’infuriare della battaglia della Linea Gotica, tutta l’area subì pesantissimi bombardamenti aerei, cannoneggiamenti terrestri e perfino dal mare, fino a feroci combattimenti praticamente corpo a corpo durante la presa della postazione da parte delle truppe canadesi. Il convento fu gravemente danneggiato, della prima chiesa trecentesca rimase solo la facciata, la Via Crucis fu completamente devastata. Quest’ultima sarà ricostruita nel dopoguerra e le vecchie stazioni in terracotta furono sostituite da grandi preziose ceramiche dell’artista riminese Elio Morri.
Dal settembre 2023 i frati minori hanno abbandonato il Santuario, cui la Diocesi di Rimini assicura però i servizi religiosi.
In questo Santuario si conservava il cosiddetto altare della Crocifissione di Rimini, prezioso gruppo scultoreo in alabastro del maestro di Rimini oggi conservato al Liebieghaus di Francoforte sul Meno. Fu venduto su mercato antiquario nel 1910 dai frati, che necessitavano risorse per riparare le coperture degli edifici.